# Willy Tischbein

Willy Tischbein

Heinrich Ludwig Karl August William „Willy“ Tischbein, auch Wilhelm Tischbein (* 22. Februar 1871 in Sarstedt bei Hannover; † 9. Februar 1946 auf Gut Rixförde bei Celle) war ein deutscher Radrennfahrer und Industrieller.

## Leben

### Familie
Tischbein war der Sohn eines Kaufmannes. Am 7. Mai 1903 heiratete Wilhelm Tischbein in Hannover Martha Beplate (* 2. September 1879 in Hannover). Eine seiner Töchter, Mercedes Tischbein (* 11. Februar 1904 in Hannover) heiratete in Hannover Hans Bahlsen.

### Sportlicher Werdegang
Schon während seiner Ausbildungszeit stieg Tischbein als Tourenfahrer auf das Fahrrad und belegte 1886 beispielsweise den dritten Platz bei einem Jugendrennen. Nach seiner Ausbildung wechselte er nach Magdeburg als Handlungsgehilfe in der Firma F. A. Jordan, in der er bis zum Prokuristen aufstieg.
Daneben führte Tischbein seine Rennfahrer-Karriere fort, ab 1888 auf dem Hochrad, mit dem er zahlreiche Siege errang. Nach einem Sturz bei einem Rennen in Berlin, bei dem er sich das Schlüsselbein brach, wechselte Tischbein 1898 auf das Dreirad. Er gewann unter anderem die deutschen Meisterschaften des Deutschen Radfahrer-Bundes (DRB) in den Jahren 1891, 1892 und 1893 über einen und über fünf Kilometer. 1892 wurde er englischer Meister, nachdem er zuvor schon den Titel als preußischer Meister geholt hatte. Insgesamt belegte Tischbein im Laufe seiner Radsportlaufbahn auf Hoch- und Niederrad 77 erste, 45 zweite und 29 dritte Plätze.

### Berufliches
Willy Tischbein besuchte die Handelsschule in Halle (Saale) und schloss von 1886 bis 1888 eine kaufmännische Ausbildung an. 1894 beendete er seine radsportliche Laufbahn und ging als kaufmännischer Angestellter zum Fahrrad-Reifen-Vertrieb der Continental-Caoutchouc- und Guttapercha-Compagnie (heute Continental AG) in Hannover. Neben seiner Arbeit bestritt er ab 1900 Automobil-Fernfahrten, von denen er einige gewann, wie etwa im Jahr 1900 die Fernfahrt Eisenach-Berlin-Eisenach und im Jahr 1901 Mannheim-Pforzheim-Mannheim auf einem de Dietrich. 1901 gehörte er zu den Gründungsmitgliedern des Verbandes der Automobilindustrie (VDA). Zu seinen engsten Freunden gehörte Ernst Sachs, Mitbegründer der Schweinfurter Firma Fichtel & Sachs.
1905 wurde Willy Tischbein Direktor der Continental, rund zwei Jahre später 1907 Mitglied im Vorstand des Unternehmens. Zum 1. Januar 1926 wurde er in der Nachfolge von Siegmund Seligmann Generaldirektor und Vorstandsvorsitzender der Aktiengesellschaft. Durch die Fusion mit den Hannoverschen Gummiwerken Excelsior AG zur Continental Gummiwerke AG initiierte Tischbein den Aufstieg des Unternehmens zu einer der bedeutendsten Gummi- und Reifenfabriken in Europa.
Zum 31. Dezember 1934 schied Tischbein wegen gesundheitlicher Probleme und Meinungsverschiedenheiten mit dem Aufsichtsratsvorsitzenden Fritz Opel aus der Continental aus.